# Монашество в византийской Палестине
В истории палестинского монашества византийским считается период между 314 годом, когда появилась Фаранская лавра близ Иерихона (другими исследователями указывается 330 год), и 631 годом, когда было создано последнее византийское житие палестинского святого Георгия Хозевита. Наряду с Египтом, Палестина была важнейшим центром раннехристианского монашества. Многочисленными исследователями возникновение монашества в Палестине связывается с развитием паломничества в этот регион. В Палестине главным очагом монашеского движения была Иудейская пустыня, протянувшаяся с запада на восток от Иерусалима до Иерихона, и доходящая на юге до Иродиона. По сравнению с египетской Нитрийской пустыней, эта область обладала преимуществами — более мягким климатом, многочисленными связями с библейской историей и меньшей удалённостью от центров цивилизации. Специфической формой монашеского общежития в Палестине стала лавра, сочетающая киновитные и отшельнические черты. Развитие монашества в Иудейской пустыне связывают с именем Евфимия Великого (ум. 473), основавшего там в начале V века первую лавру.
К числу основателей палестинского монашества относят основавшего в начале IV века общину в Газе святого Илариона, следовавшего аскетической модели Антония Великого, и основателя Фаранской лавры Харитона Исповедника. Харитон основал ещё два других монастыря, Дукийскую и Суккийскую лавры. В течение IV века мошество распространилось в Палестине, и монастыри были основаны в Иерусалиме, Вифлееме, других местах связанных с жизнью Иисуса Христа, в Шефеле и на Синайском полуострове. В византийский период выделяют две основные формы монашества: лавру, когда отшельники в течение недели жили в отдельных кельях и собирались вместе в общей церкви для совместной молитвы и трапезы, и киновию, где монахи встречались ежедневно. Также существовали отшельники, не имевшие формальной связи с монастырями.
В V веке в Палестине появилась новая форма городского монашества, в основном в Иерусалиме, сочетающая поклонение святым местам с общественной работой. Многие видные представители палестинского монашества на ранней стадии были выходцами из других частей Византии — Харитон и Евфимий Великий из Малой Азии, с латинского Запада прибыли во второй половине IV века Иероним Стридонский и Руфин Аквилейский, основавшие монастыри в Вифлееме. Это явление связывают с увеличившимся числом паломничеств в Святую землю. В V—VI веках число монастырей значительно увеличилось, в основном в Иудейской пустыне, хотя районы Газы, Галилейского моря и Синайского полуострова сохраняли популярность. Основными деятелями этого периода были основатель лавры в Хан-эль-Ахмаре Евфимий Великий (377—473), его друг Феоктист, основатель киновитного монашества Феодосий Великий (423—529) и основатель существующей до настоящего времени лавры Савва Освященный.
Палестинское монашество было активно вовлечено в богословские споры V—VI веков. Следуя за Евфимией и Саввой они поддержали решения вселенского Халкидонского собора 451 года, вызвавшего раскол в христианском мире. В начале VI века возобновились споры об учении Оригена, что привело к отделению части монахов от Лавры Саввы Освященного и основанию Новой Лавры. Частично в связи с этими событиями начался упадок монашества в Палестине, усугублённый вторжением Персии в 614—628 годах и последовавшим за этим арабским завоеванием.
Одной из специфических особенностей палестинского монашества в византийский период была концентрация монастырей вблизи городов. Крупнейшие монастырские кластеры были вокруг Иерусалима (включая монастыри Иудейской пустыни), Газы, Скифополиса, Кесарии и Елевферополя. Численность монахов сложно определить. В конце IV века их, вероятно, были тысячи. Около 400 года сообщается примерно о 20 монастырях на Масличной горе с примерно 800 монахами.